# Osvaldo Noé Miranda
Osvaldo Noé Miranda (Luján de Cuyo, Mendoza, 24 de junio de 1984) es un futbolista argentino que juega de delantero.

## Trayectoria
Miranda empezó su carrera en 2002 en la Asociación Atlético Luján de Cuyo del Torneo Argentino A. En 2003 fue contratado por el Club Deportivo Godoy Cruz Antonio Tomba en la B nacional].
En 2004 tuvo la oportunidad de jugar en la Primera División de Argentina con el Club Almagro. Esa temporada logró ser el segundo máximo anotador del Torneo Apertura 2004. A pesar de sus goles, no continuó en Almagro la temporada siguiente, siendo contratado consecutivamente por el Racing Club y el Club Atlético Independiente.
Posteriormente regresó en 2006 al Club Godoy Cruz, pero después de que este descendiera de Primera a Primera "B", Miranda pasó a jugar en el Club Atlético Gimnasia y Esgrima. El 7 de febrero de 2008 firmó un contrato de tres años con el Dinamo de Bucarest de Rumania, cuyo pase se cifró en 1,5 millones de dólares.
En la actualidad se encuentra en el club Estudiantes de Río Cuarto, que limita en el torneo federal A y es uno de los animadores del mismo.

## Clubes
| Club                        | País      | Año       | PJ | Goles |
| --------------------------- | --------- | --------- | -- | ----- |
| Luján de Cuyo               | Argentina | 2002-2003 | 18 | 2     |
| Godoy Cruz                  | Argentina | 2003-2004 | 30 | 7     |
| Almagro                     | Argentina | 2004-2005 | 32 | 9     |
| Racing Club                 | Argentina | 2005      | 4  | 0     |
| Independiente               | Argentina | 2006      | 13 | 1     |
| Godoy Cruz                  | Argentina | 2006-2007 | 26 | 3     |
| Gimnasia y Esgrima de Jujuy | Argentina | 2007      | 19 | 4     |
| Dinamo de Bucarest          | Rumania   | 2008-2009 | 27 | 4     |
| Astra Ploiești              | Rumania   | 2009-2010 | 9  | 2     |
| Belgrano                    | Argentina | 2010      | 18 | 1     |
| Astra Ploiești              | Rumania   | 2010-2011 | 39 | 1     |
| Ferro Carril Oeste          | Argentina | 2011-2013 | 53 | 13    |
| Argentinos Juniors          | Argentina | 2013      | 8  | 1     |
| Sportivo Belgrano           | Argentina | 2014      | 14 | 1     |
| Gimnasia y Esgrima de Jujuy | Argentina | 2014-2015 | 38 | 6     |
| Central Córdoba             | Argentina | 2016-2017 | 39 | 7     |
| Crucero del Norte           | Argentina | 2018      |    |       |
| Estudiantes de Río Cuarto   | Argentina | 2018-2019 |    |       |
| Deportivo Maipú             | Argentina | 2019      |    |       |

- Datos: Q7108065